# Havets demoner
Havets demoner (eng. Hell and High Water) är en amerikansk långfilm från 1954 i regi av Samuel Fuller, med Richard Widmark, Bella Darvi, Victor Francen och Cameron Mitchell i rollerna.

## Handling
Den berömda franska forskaren professor Montel (Victor Francen) har försvunnit. Myndigheterna tror att professorn och fyra kollegor har bytt sida till Sovjet och flytt bakom järnridån.
Den fd ubåtskaptenen i den amerikanska flottan, kommendör Adam Jones (Richard Widmark), anländer till Tokyo efter att ha fått ett mystiskt paket med $5000. Jones träffar professor Montel och hans kollegor som misstänker att det kommunistiska Kina bygger en hemlig bas på en ö någonstans i vattnen norr om Japan. För att samla bevis erbjuder Montel $45000 till Jones om han kan vara kapten på en gammal ubåt, då de vill följa efter ett kinesiskt fraktfartyg som har gjort misstänksamma leveranser i området. Jones går med på affären, om ubåten beväpnas och han får anlita några av sina kollegor från kriget.

## Rollista
| Richard Widmark  | – Capt. Adam Jones |
| Bella Darvi      | – Denise Montel    |
| Victor Francen   | – Prof. Montel     |
| Cameron Mitchell | – "Ski" Brodski    |
| Gene Evans       | – Chief Holter     |
| David Wayne      | – Tugboat Walker   |
| Stephen Bekassy  | – Neuman           |
| Richard Loo      | – Hakada Fujimori  |

## Utmärkelser

### Nomineringar
- Oscar: Bästa specialeffekter